# 감천초등학교 (예천군)
감천초등학교는 대한민국 경상북도 예천군 감천면 포리에 있는 공립 초등학교이다.

## 학교 연혁
- 1926년 9월 20일 감천공립보통학교 개교
- 1938년 4월 1일 감천공립심상소학교 교명 변경
- 1941년 4월 1일 감천공립국민학교 교명 변경
- 1981년 3월 9일 병설유치원 개원
- 1994년 3월 1일 유계국민학교 통합
- 1996년 3월 1일 감천초등학교 교명 변경
- 1999년 3월 1일 삼천초등학교 본교에 통폐합, 보문초등학교 옥천분교장 편입
- 1999년 9월 1일 덕율분교장 편입
- 2008년 3월 1일 옥천분교장 본교에 통폐합
- 2009년 3월 1일 덕율분교장 본교에 통폐합
- 2010년 4월 15일 다목적 체육관 기공
- 2021년 9월 1일 제31대 이수갑 교장 부임
- 2022년 1월 28일 제93회 졸업식(9명, 누계 7094명)
- 2022년 3월 1일 7학급 편성(일반 6학급, 특수학급 1학급), 병설유치원 1학급 편성

## 학교 상징
- 교화 : 장미 - 1년 내내 화려한 색채와 다양한 종류 그윽한 향기를 갖춘 아름다운 꽃으로 끈기있는 건강, 무한한 지혜 그리고 멋을 상징하며 아동의 정서 도야와 심신 단련의 표상으로 삼고 있다.
- 교목 : 플라타너스 - 싱싱하게 무럭무럭 자라주는 모습은 마치 후배, 동문들에게 씩씩하고 줄기차며 활달한 기상을 말없이 길러주로 있다. 두터운 녹음은 생활 놀이터와 야외수업장 및 휴식장에 공헌하고 있다.

## 참고 자료
- 감천초등학교 - 한국교육학술정보원 학교알리미